# Joe Borg
Joseph Borg (La Valletta, Malta 19 de març de 1952) és un polític maltès que formà part de la Comissió Barroso I.
Es va graduar Doctor en Dret a Malta el 1975 i Màster en Dret a Gal·les el 1988. Entre 1976 i 1989 exercí d'advocat.

## Activitat política
Membre del Partit Nacionalista (PN), el 1989 fou nomenat assessor del Ministre d'Assumptes Exteriors Europeus de Malta, càrrec que exercí fins al 1995. Aquell any va esdevenir diputat al Parlament de Malta, escó que va repetir en les eleccions generals de 1996, 1998 i 2003. El 1996 fou nomenat pel primer ministre Alfred Sant Ministre d'Indústria, càrrec que va mantenir fins al 1998. El 1999 fou nomenat per Edward Fenech Adami Ministre d'Assumptes Exteriors, càrrec que ocupà fins al 2004. En el desenvolupament d'aquest càrrec fou el principal negociador maltès amb la Unió Europea (UE) per l'entrada d'aquest petit país del mediterrani en l'organisme europeu.
L'1 de maig de 2004 fou escollit membre de la Comissió Prodi, gràcies a l'entrada del seu país a la UE, sent nomenat Comissari Europeu de Desenvolupament i Ajuda Humanitària, càrrec que compartí amb Poul Nielson. En la formació de la Comissió Barroso fou nomenat Comissari Europeu d'Assumptes Pesquers i Marítims, càrrec que deixà el 2010 amb la renovació de la Comissió.